# Random White Dude Be Everywhere
Random White Dude Be Everywhere è un album di raccolta del DJ e musicista statunitense Diplo, pubblicato nel 2014.

## Tracce
1. Revolution (featuring Faustix, Imanos & Kai) – 4:24 – Diplo
2. 6th Gear (featuring Kstylis) – 3:32 – Diplo & Alvaro
3. Techno (featuring Waka Flocka Flame) – 3:28 – Yellow Claw, Diplo & LNY TNZ
4. Freak (featuring Steve Bays) – 4:41 – Steve Aoki, Diplo & Deorro
5. Boy Oh Boy – 2:54 – Diplo & GTA
6. Biggie Bounce (featuring Angger Dimas & Travis Porter) – 3:45 – Diplo
7. Express Yourself (featuring Nicky Da B) – 4:38 – Diplo
8. Revolution (Danny Diggz Remix) (featuring Faustix, Imanos & Kai) – 3:13 – Diplo
9. Boy Oh Boy (Thugli Remix) – 3:18 – Diplo & GTA
10. Freak (Rickyxsan Remix) (featuring Steve Bays) – 5:12 – Steve Aoki, Diplo & Deorro
11. Biggie Bounce (Tony Romera Remix) (featuring Angger Dimas & Travis Porter) – 4:30 – Diplo
12. Express Yourself (Party Favor Extended Remix) (featuring Nicky Da B) – 3:16 – Diplo